# Lomelosia hymettia
Lomelosia hymettia är en tvåhjärtbladig växtart som först beskrevs av Pierre Edmond Boissier och Spruner, och fick sitt nu gällande namn av W. Greuter och Burdet. Lomelosia hymettia ingår i släktet Lomelosia och familjen Dipsacaceae. Inga underarter finns listade i Catalogue of Life.

## Bildgalleri

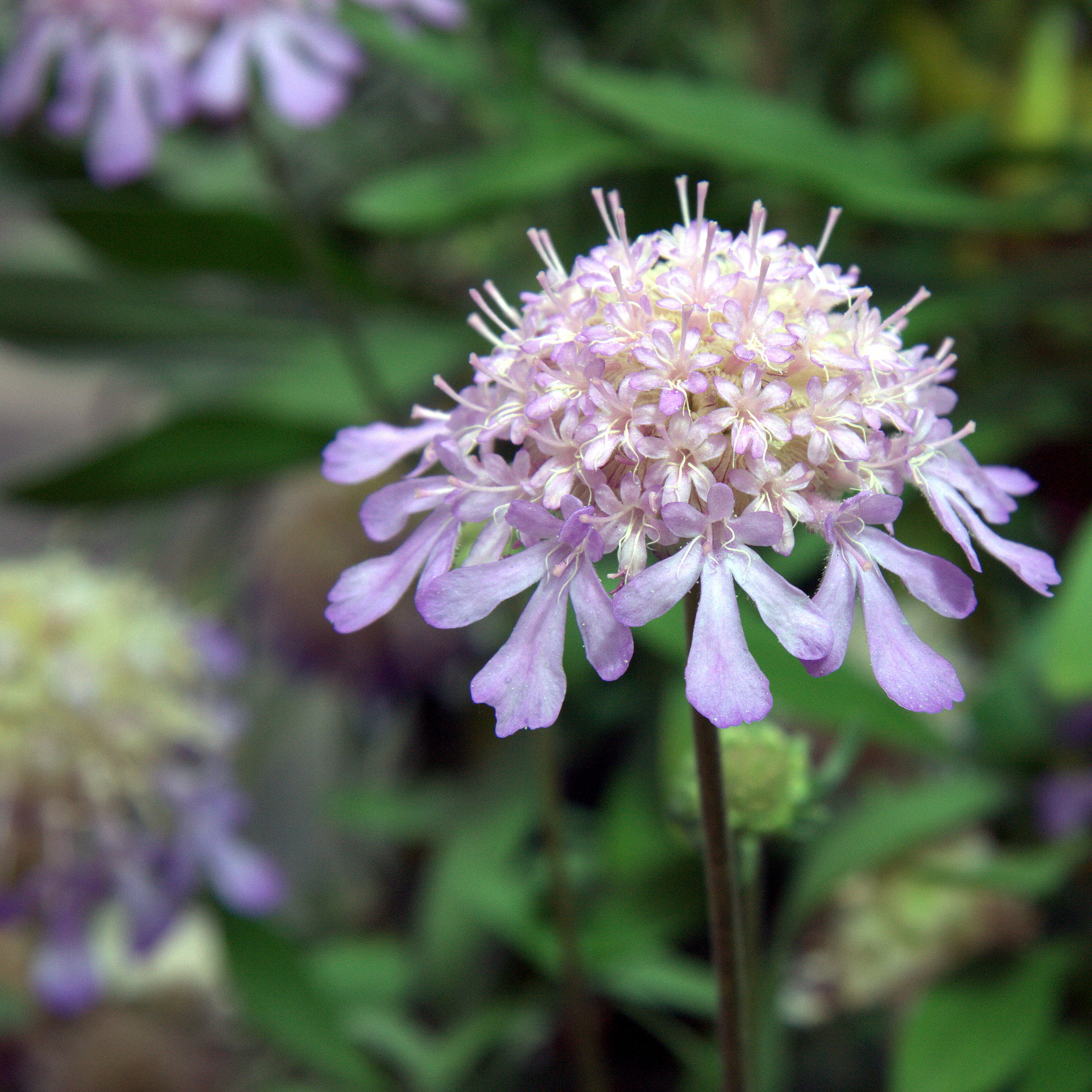